# NGC 3862
NGC 3862 је елиптична галаксија у сазвежђу Лав која се налази на NGC листи објеката дубоког неба.
Деклинација објекта је + 19° 36' 23" а ректасцензија 11h 45m 5,0s. Привидна величина (магнитуда) објекта NGC 3862 износи 12,7 а фотографска магнитуда 13,7. Налази се на удаљености од 87,563 милиона парсека од Сунца. NGC 3862 је још познат и под ознакама UGC 6723, MCG 3-30-95, CGCG 97-127, 3C 264, PGC 36606.